# 58191 Dolomiten
58191 Dolomiten è un asteroide della fascia principale. Scoperto nel 1991, presenta un'orbita caratterizzata da un semiasse maggiore pari a 2,2842547 UA e da un'eccentricità di 0,0711963, inclinata di 6,53683° rispetto all'eclittica.